# خسوس الوارو
خسوس الوارو (انگلیسی: Jesús Álvaro؛ زادهٔ ۱ دسامبر ۱۹۹۰) بازیکن فوتبال اهل اسپانیا است.
از باشگاه‌هایی که در آن بازی کرده‌است می‌توان به باشگاه فوتبال لگانس، باشگاه فوتبال لاس پالماس، و باشگاه ورزشی تنریف اشاره کرد.